# Picumnus pumilus
El  carpinterito del Orinoco o telegrafista de Orinoco (Picumnus pumilus) es una especie de ave piciforme, perteneciente a la familia Picidae, subfamilia Picumninae, del género Picumnus.

## Localización
Es una especie de ave que se encuentra localizada en Colombia, Venezuela y Brasil.